# Great Wall Hover
Great Wall Hover é um SUV produzido pela chinesa Great Wall Motors.
Também conhecido como Haval H3, o Great Wall Hover foi lançado inicialmente em 2005. O Hover foi um dos primeiros SUVs a ser produzido por uma empresa chinesa.
Ele é conhecido por seu design robusto e espaçoso interior, sendo popular em vários mercados, especialmente em países em desenvolvimento.